# Kapuvár

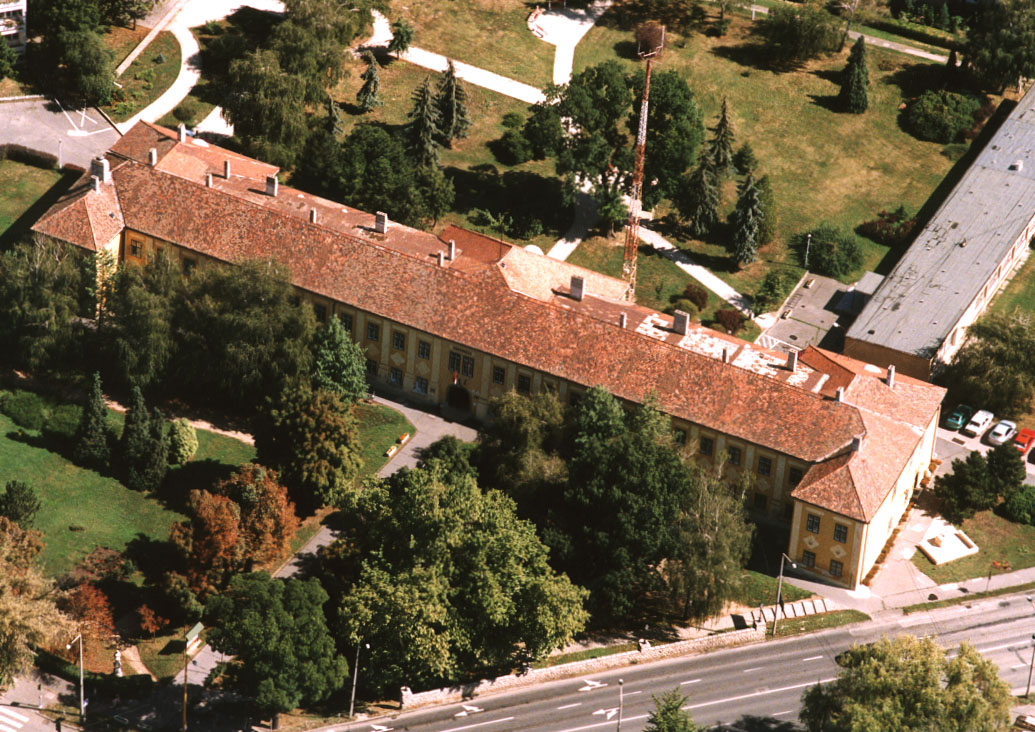
Esterházy-Schloss in Kapuvár

Kapuvár ist eine ungarische Stadt im gleichnamigen Kreis im Komitat Győr-Moson-Sopron. Zur Stadt gehört der nordöstlich gelegene Ortsteil Öntésmajor.

## Geografische Lage

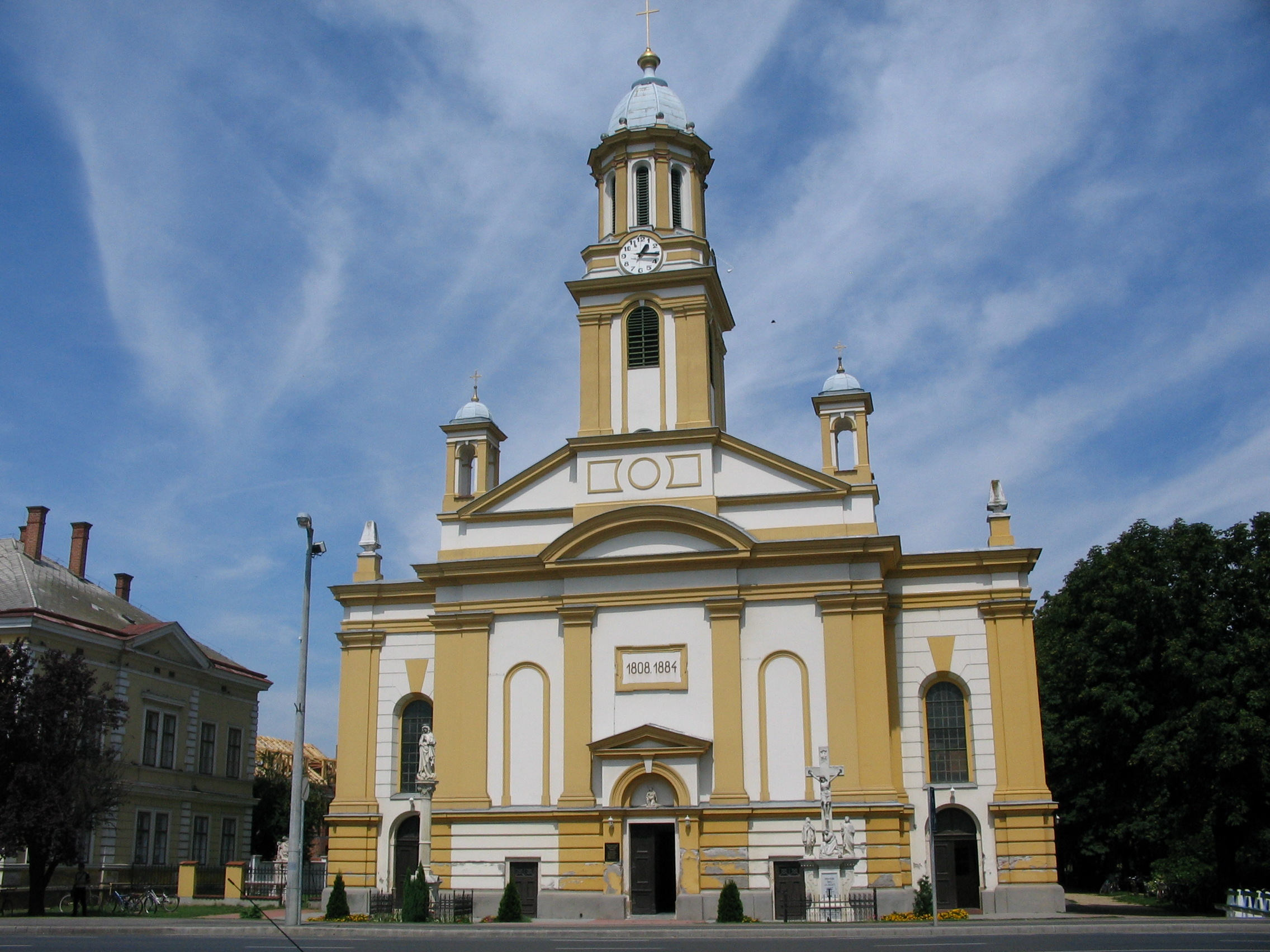
St. Anna-Kirche

Kapuvár liegt 47 Kilometer südwestlich des Komitatssitzes Győr, 34 Kilometer südöstlich der Stadt Sopron und 12 Kilometer südlich der Grenze zu Österreich, an dem Fluss Kis-Rába. Nachbargemeinden sind Osli, Veszkény, Babót, Hövej und Vitnyéd.

## Geschichte
Im Gebiet von Kapuvár finden sich Spuren von Siedlungen aus der Hallstattzeit, von Römern und Awaren.
Kapuvár war seit der Landnahme das westliche Tor des Königreichs Ungarn. Vom Begriff „Tor“ und „Burg“ (Vár) stammt auch der Name des Ortes. Die erste urkundliche Erwähnung datiert von 1162. König Sigismund schenkte 1387 den Ort der Familie Kanizsai als Dank für deren Unterstützung. 1532 kam er durch Heirat in den Besitz der Nádasdy. 1558 erhielt der Ort das Marktrecht, die Burg wurde wegen der Türkengefahr zur Grenzfeste verstärkt. Dennoch fielen der Ort mitsamt der Burg 1594 kurzzeitig in die Hände der Osmanen.
Da Ferenc Nádasdy als Beteiligter an der Magnatenverschwörung gegen Kaiser Leopold I. hingerichtet wurde, ging der Ort 1681 an die habsburgloyalen Esterházys. Im Kuruzenkrieg Anfang des 18. Jahrhunderts wurde die Burg von den Aufständischen zerstört, anschließend von den Esterházys zum Schloss umgebaut.
Dieses stand aber stets im Schatten des nahe gelegenen Schloss Esterházy in Fertőd. Mitte des 19. Jahrhunderts erfasste der wirtschaftliche Aufschwung infolge der Industrialisierung auch Kapuvár. Es wurden zahlreiche repräsentative Bauten im Zentrum errichtet.
1901 hatte die Großgemeinde 6642 Einwohner. 1969 erhielt der Ort wieder das Stadtrecht.

## Städtepartnerschaften
- Andau, Österreich

## Kultur und Sehenswürdigkeiten
- Schloss Esterházy (Kapuvár)
- Rábaközi Museum
- St. Anna-Kirche

## Wirtschaft und Infrastruktur
Die Stadt ist seit den 1950ern ein Zentrum für Nahrungsmittel-, Leicht- und Maschinenindustrie. 1990 kam noch ein Industriepark hinzu. Thermalbäder ermöglichten die Einrichtung eines Kurzentrums. Touristisch von Bedeutung ist auch die Lage am Nationalpark Fertő-Hanság.

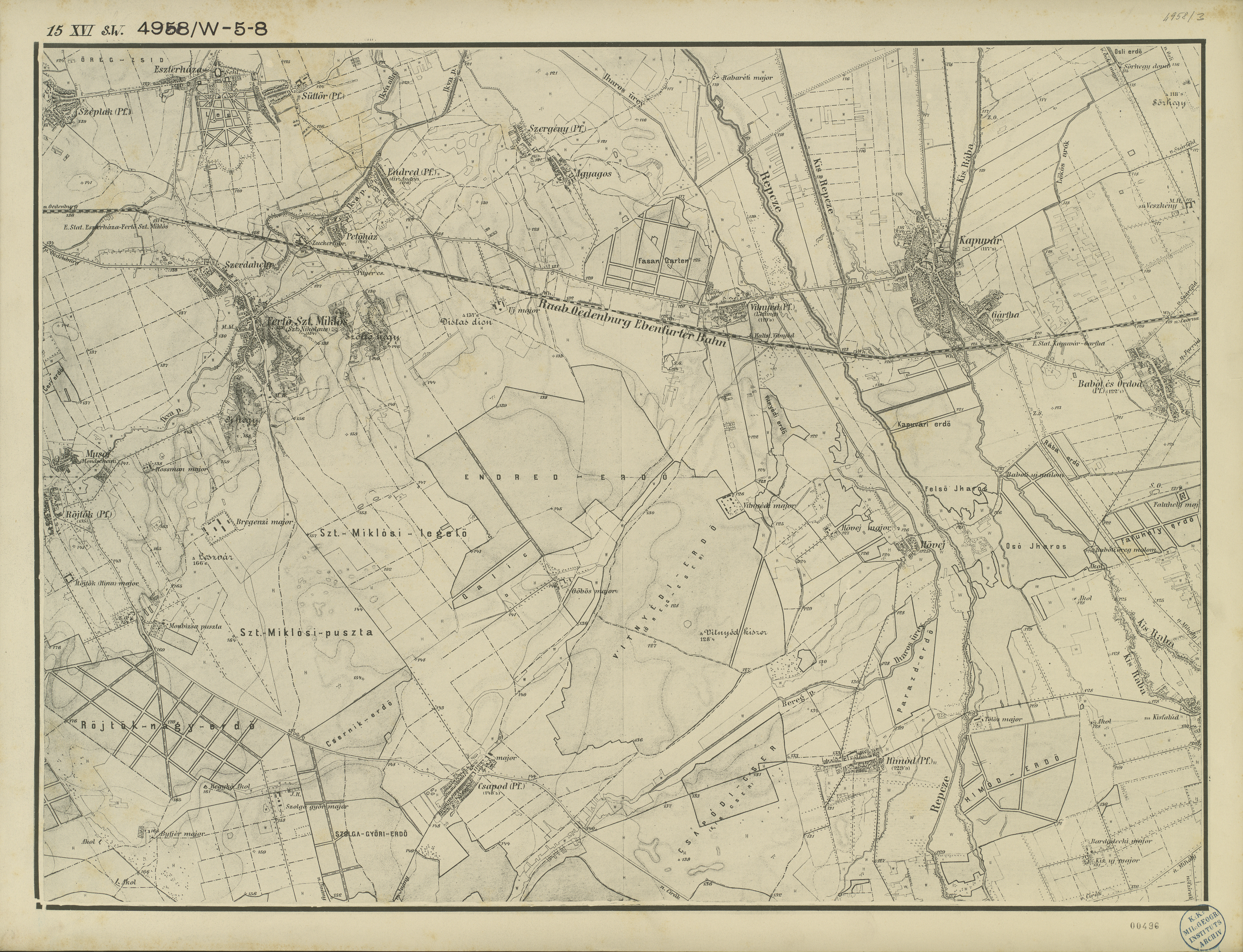
Kapuvár (rechts oben) in der 3. Landesaufnahme, Ende des 19. Jahrhunderts

Kapuvár liegt an der Hauptstraße Nr. 85 (zum Plattensee) sowie an der Bahnstrecke Győr–Sopron–Ebenfurth.

## Söhne und Töchter der Stadt
- Attila Ábrahám (* 1967), Olympiasieger im Kajak
- Aladár Gajáry (1929–2018), römisch-katholischer Priester, Theologe und Dogmatiker
- Zsuzsanna Heiner (* 1979), Astronomin und Physikerin
- Alexandre Lamfalussy (1929–2015), ungarischer Ökonom
- Miklós Rosta (* 1969), Handballspieler